# Idália Serrão
Idália Serrão (Lisboa, 1964) es una política portuguesa, también violinista y productora de televisión. Es miembro de la junta directiva de un banco portugués.

## Juventud
Serrão es hija de António Salvador Serrão y Suzete Luísa Marques Salvador. La familia es de origen gitano ya que ella es nieta de un abuelo gitano. Obtuvo la licenciatura en Ciencias Sociales y, tras su formación musical, tocó con orquestas sinfónicas y grupos de música de cámara. También ha realizado cursos de doctorado en el Instituto Superior de Ciências Sociais e Políticas (ISCSP) en Lisboa. En 1993 se unió al equipo responsable de la programación infantil del canal de televisión Televisão Independente, llamado TVI, trabajando en áreas como el doblaje de programas extranjeros y en la creación de bandas sonoras.

## Carrera política
Serrao se unió al Partido Socialista (PS) en 1990. Fue presidenta del Consejo Parroquial de Almoster en el municipio de Santarém entre 1998 y 2002 y después fue concejala en el municipio de Santarém desde 2002 hasta 2016. Durante este período, sus actividades incluyeron ser presidenta del consejo de salud municipal así como vicepresidenta de la comisión de protección a la niñez y la juventud. También participó en el desarrollo de un plan municipal para la prevención de la drogadicción en Santarém y en la coordinación del apoyo municipal a inmigrantes y minorías étnicas. Serrao vive en Almoster. Se ha casado y divorciado en dos ocasiones, la primera del guitarrista Silvestre Fonseca, con quien tiene una hija, y la segunda del cantautor Carlos Alberto Moniz, con quien tiene un hijo.
En 2004, Serrao fue candidata al Parlamento Europeo pero no fue elegida. Entre 2005 y 2019 fue Diputada por el PS en la Asamblea de la República de Portugal, por Santarém. En 2005, fue elegida  Secretaría Nacional del Partido Socialista, cargo que ocupó hasta el 31 de mayo de 2014, cuando renunció por diferencias con el líder del partido António José Seguro. Continuó siendo miembro del comité político del PS. A partir de 2005 fue Secretaria de Estado Adjunta de Rehabilitación durante los Gobiernos Constitucionales 17 y 18 de Portugal. Intentó convertirse en alcaldesa de Santárem en 2013, sin éxito. En 2016 renunció al concejo municipal alegando la necesidad de dar paso a sangre nueva.

## Actividades posteriores
Serrão renunció a su cargo en la Asamblea Nacional en 2019 para asumir un papel en la Junta Directiva de la Associação Mutualista Montepio, que gestiona la caja de ahorros, Banco Montepio. Su decisión de dejar el parlamento por un trabajo en el sector privado generó algunas críticas.